# Sommore
Sommore (nacida como Lori Ann Rambough; el 15 de mayo de 1966) es una actriz y comediante de Trenton, Nueva Jersey. Es la media hermana de Nia Long.
Sommore ha aparecido en varios programas como Def Comedy Jam, Showtime at the Apollo, Comicview y BET's Live from L.A. También ha tenido apariciones en The Oprah Winfrey Show. En 2008, apareció como uno de los miembros de la mafia en varios episodios del programa 1 vs. 100.
Sus apariciones en cine son Soul Plane, A Miami Tail, Friday After Next y Something New.
Sommore y Mo'Nique, Laure Hayes, y Adele Givens fueron las estrellas en Queens of Comedy, que fue filmado y luego lanzado en DVD.

## Filmografía
| Año  | Película                        | Ganancias en películas | Papel         | Notas |
| ---- | ------------------------------- | ---------------------- | ------------- | ----- |
| 2002 | Friday After Next               |                        | Cookie        |       |
| 2003 | A Miami Tail                    |                        | Stephanie     |       |
| 2004 | Soul Plane                      |                        | Cherry        |       |
| 2006 | Blunts & Stunts: Class of '94   |                        | Comediante #2 |       |
| 2006 | Dirty Laundry                   |                        | Abby          |       |
| 2007 | Sommore: The Queen Stands Alone |                        | Comediante    |       |